# Eisenbach (Blinde Rot)
Der Eisenbach ist ein unter zwei Kilometer langer Bach im Gebiet von Rosenberg im Ostalbkreis im nordöstlichen Baden-Württemberg, der kurz vor dem Hof Willa der Gemeinde von links und Nordosten in die obere Blinde Rot mündet.

## Geographie

### Verlauf
Der Eisenbach fließt aus zwei in kleinen Keuperklingen laufenden Quellbächen zusammen. Beider Ursprünge liegen wenig westlich der Straße Hummelsweiler–Willa im Wald Eisennagel auf etwa 500–495 m ü. NHN am Abschnitt zwischen dem Waldeintritt der Straße und dem Judenbrückle, wo diese die Alttrasse der L 1060 erreicht. Die Klinge des rechten, mit etwa 0,4 km etwas längeren läuft südwestwärts, die des mit etwa 0,3 km etwas kürzeren linken westwärts. Wenige Schritte, bevor die Quellläufe sich vereinen, durchlaufen sie jeweils einen hinter dem Damm eines Waldweges aufgestauten Teich; auf dem Waldweg verläuft der hier mit dem Fränkisch-Schwäbischen Jakobsweg gebündelte Hauptwanderweg 4 des Schwäbischen Albvereins. Der vereinte Bach fließt in südwestliche Richtung weiter und durchquert dabei bald einen weiteren, merklich größeren Stauweiher.
Nach gut der Hälfte seines Gesamtlaufs verlässt der Eisenbach den Wald in die Rodungsinsel von Willa hinaus, wo ihm gleich von rechts her der Harbach zuläuft, ebenfalls ein Waldbach, der sogar etwas länger als der Eisenbach bis hierher ist. Auf ihm läuft lange die Grenze zwischen dem Wald Harbach der Gemeinde Frankenhardt zu seiner Rechten und dem Rosenberger Eisennagel zu seiner Linken. Nahe dem linken Eisenbach-Ufer zieht sich der Wald weiter bis gegenüber dem Hof Hochtänn am Hang. Nach kurzem unterirdischem Lauf unter neueren landwirtschaftlichen Gebäuden des bald folgenden Weilers Zollhof hindurch beginnt eine Baumgalerie, die ab ihn dort begleitet und sich ausweitet. Einen Viertelkilometer später fließt er zwischen Zollhof, das den vorderen Mündungssporn einnimmt, und dem etwas abwärts liegenden Willa in tief eingegrabenem Bett auf etwa 457,8 m ü. NHN von links und Nordosten in die obere Blinde Rot.
Der Eisenbach mündet etwa 37 Höhenmeter unterhalb des Ursprungs des linken Oberlaufs nach insgesamt 1,7 km Lauf, sein mittleres Sohlgefälle liegt bei etwa 22 ‰.

### Einzugsgebiet
Der Eisenbach entwässert eine Fläche von 2,0 km² im Nordwesten des Unter-Naturraums Ellwanger Berge der Schwäbisch-Fränkische Waldberge. In diesem Keuperbergland stehen hier die Schichten des Stubensandsteins (Löwenstein-Formation), der Oberen Bunten Mergel (Mainhardt-Formation) und zuunterst des Kieselsandsteins (Hassberge-Formation) an. Auf etwa fünf Sechstel des Gebietes  erstreckt sich Wald im Gewann Eisennagel und jenseits des Harbachs auch im Harbach, offen ist nur das unterste Einzugsgebiet um Hochtänn und Zollhof.
Der mit etwa 518 m ü. NHN höchste Stelle ist sein nördlichster Punkt. Von dort an verläuft bis zur Mündung die Wasserscheide rechts des Eisenbachs im Nordwesten gegen die nahende Blinde Rot, die zum Kocher läuft. Hinter der linken Wasserscheide im Südosten entwässert deren nächster linker Zufluss Kaltenbach das anliegende Gebiet. Die hydrologisch bedeutendste Grenze liegt im Osten, jenseits ihrer führt deren linker Oberlauf Glasbach den Abfluss über die Orrot zur oberen Jagst.
Die Besiedlung beschränkt sich auf den Hof Hochtänn und den diesseitigen Teil des kleinen Weilers Zollhof der Gemeinde Rosenberg, zu der auch drei Viertel des Einzugsgebietes gehören, der Rest rechts des Harbachs liegt ganz im Waldgewann Harbach der Gemeinde Frankenhardt im Nachbar-Landkreis Schwäbisch Hall.

### Zuflüsse und Seen
Liste der Zuflüsse und  Seen von der Quelle zur Mündung. Gewässerlänge, Seefläche, Einzugsgebiet und Höhe nach den entsprechenden Layern auf der Onlinekarte der LUBW. Andere Quellen für die Angaben sind vermerkt.
Zusammenfluss des Eisenbachs auf etwa 483 m ü. NHN kurz nach zwei Teichen im Lauf der Quellbäche.
- (Waldklingenbach), linker und westlicher Oberlauf, ca. 0,3 km[LUBW 7] und ca. 0,2 km². Entsteht auf etwa 495 m ü. NHN unmittelbar westlich der Straße Hummelsweiler–Willa.
  -  Durchfließt auf etwa 485 m ü. NHN einen Weiher vor einem Waldweg, über 0,1 ha.
- (Waldklingenbach), rechter und nordwestlicher Oberlauf, ca. 0,4 km[LUBW 7] und ca. 0,2 km². Entsteht auf etwa 500 m ü. NHN etwa 50 Meter westlich der Straße Hummelsweiler–Willa.
  -  Durchfließt auf etwa 485 m ü. NHN den Dachsseeweiher vor demselben Waldweg wie beim Weiher im Lauf des anderen Oberlaufs, über 0,1 ha.
- Durchfließt auf etwa 480 m ü. NHN den Dachssee, 0,4 ha.
- Harbach, von rechts und zuletzt Nordwesten auf etwa 468 m ü. NHN am Waldaustritt des Eisenbachs östlich von Hochtänn, 1,5 km und ca. 1,0 km². Entsteht auf etwa 505 m ü. NHN im nördlichen Eisennagel und fließt in etwas nach rechts ausholendem Bogen insgesamt südwestlich.
Der Eisenbach selbst hat bis zu diesem Zufluss nur eine Länge von 1,0 km und ein Teileinzugsgebiet von ca. 0,8 km².[LUBW 6]

Mündung des Eisenbachs von links und Nordosten auf etwa 457,8 m ü. NHN zwischen Zollhof und Willa in die obere Blinde Rot. Der Eisenbach ist, vom Beginn seines linken Oberlaufs an gerechnet, 1,7 km lang und hat ein Einzugsgebiet von 2,0 km².

## Natur und Schutzgebiete
Nach seiner Vereinigung fließt der Eisenbach unterhalb des großen Stauweihers überwiegend naturnah und am Unterlauf stark eingetieft, er hat das sandkeupertypische Sediment aus Sand und Kies.
Das offene untere Einzugsgebiet gehört, die Siedlungsflächen ausgenommen, zum Landschaftsschutzgebiet Oberes Blinde-Rot-Tal.

### LUBW
Amtliche Online-Gewässerkarte mit passendem Ausschnitt und den hier benutzten Layern: Lauf und Einzugsgebiet des Eisenbachs

Allgemeiner Einstieg ohne Voreinstellungen und Layer: Daten- und Kartendienst der Landesanstalt für Umwelt Baden-Württemberg (LUBW) (Hinweise)
1. 1 2 3  Höhe nach dem Höhenlinienbild auf dem Hintergrundlayer Topographische Karte.
2. 1 2  Höhe nach schwarzer Beschriftung auf dem Hintergrundlayer Topographische Karte.
3. 1 2  Länge nach dem Layer Gewässernetz (AWGN).
4. 1 2  Einzugsgebiet nach dem Layer Basiseinzugsgebiet (AWGN).
5. ↑  Seefläche nach dem Layer Stehende Gewässer.
6. 1 2  Einzugsgebiet abgemessen auf dem Hintergrundlayer Topographische Karte.
7. 1 2 3  Länge abgemessen auf dem Hintergrundlayer Topographische Karte.
8. ↑  Landschaftsschutzgebiet nach dem Layer gleichen Namens.

### Andere Belege
1. ↑  Wolf-Dieter Sick: Geographische Landesaufnahme: Die naturräumlichen Einheiten auf Blatt 162 Rothenburg o. d. Tauber. Bundesanstalt für Landeskunde, Bad Godesberg 1962. → Online-Karte (PDF; 4,7 MB)
2. ↑  Geologie für einen kleinen Teil des Einzugsgebietes nach der unter → Literatur aufgeführten geologischen Karte. Einen gröberen Überblick über das gesamte verschafft auch: Mapserver des Landesamtes für Geologie, Rohstoffe und Bergbau (LGRB) (Hinweise)